# Ion Tutoveanu
Ion P. Tutoveanu (n. 26 decembrie 1914, Liești, România – d. 26 iulie 2014, București, România) a fost un general de armată român, care a îndeplinit funcțiile de șef al Marelui Stat Major al Armatei Române (26 aprilie 1954 - 15 iunie 1965) și Comandant al Academiei de Studii Militare  (15 iunie 1965 - 1 septembrie 1981).

## Biografie
Ion P. Tutoveanu s-a născut la data de 26 decembrie 1914, în comuna Liești din județul Tutova (astăzi în județul Galați). A urmat cursurile Facultății de Drept din cadrul Universității "Al. I. Cuza" din Iași (1933-1935) și apoi a absolvit Școala Militară de Ofițeri Activi de Infanterie din Sibiu.
După absolvirea Școlii de Ofițeri, a fost repartizat la Regimentul 10 Vânători din Tighina. În perioada campaniei militare de pe Frontul de Est, a îndeplinit funcția de comandant de companie la Regimentul 10 Dorobanți din Divizia 6 Infanterie, participând la eliberarea Chișinăului, a Odessei și la bătălia de la Cotul Donului. A fost luat prizonier de către sovietici și s-a reîntors în țară cu Divizia Tudor Vladimirescu (formată din prizonieri români), participând la Campania din Vest și îndeplinind funcția de șef de stat major de regiment și operator în statul major al Diviziei. A ajuns cu armata română până în Cehoslovacia.
Ulterior a urmat cursurile Școlii Superioare de Război (1946-1948), după care în anul 1949 a fost trimis la specializare la Academia Militară Superioară a Statului Major General din Uniunea Sovietică. În anul 1951, reîntors de la Moscova, colonelul Tutoveanu a fost numit ca locțiitor al șefului Direcției Operații din Marele Stat Major și ulterior șeful acestei Direcții. A fost înaintat pe 2 octombrie 1952 la gradul de general-maior (cu o stea).
În perioada 26 aprilie 1954 - 15 iunie 1965, generalul Ion Tutoveanu a îndeplinit funcția de șef al Marelui Stat Major al Armatei Române și adjunct al ministrului forțelor armate. El deține recordul de a fi generalul cu cea mai lungă perioadă în această funcție. De asemenea, este singurul general care a luptat în cel de-al Doilea Razboi Mondial în Campania din Est, Campania  din Vest și a condus Marele Stat Major după 1945. 
Între anii 1965-1981, generalul de armată Ion Tutoveanu a îndeplinit funcția de comandant al Academiei Militare din București. În anul 1981 a fost trecut în retragere la vârsta de 67 ani.
S-a stins din viață în 26 iulie 2014 la vârsta de 99 ani și 7 luni.

## Distincții

Ministrul apărării naţionale, Teodor Athanasiu, înmânându-i generalului (r) Ion Tutoveanu diploma de excelență (2006).

Ca o recunoaștere a meritelor sale militare, a fost decorat cu numeroase ordine și medalii românești și străine, dintre care menționăm: Ordinul “Steaua Republicii Populare Romîne” – clasa IV, III, II; Ordinul “Apărarea Patriei” – clasa III; Ordinul “Meritul Militar” – clasa III, II, I; Medalia “Crucea de Război” (cehoslovacă).
- Medalia „A cincea aniversare a Republicii Populare Române” (24 decembrie 1952) „pentru lupta și munca duse în vederea făuririi, consolidării și prosperării Republicii Populare Române”[2]
- Ordinul Muncii clasa a II-a (30 decembrie 1957) „cu ocazia celei de a zecea aniversări a proclamării Republicii Populare Romîne și pentru merite deosebite în îndeplinirea sarcinilor date de Partidul Muncitoresc Romîn, pentru merite deosebite pe tărîmul construcției de stat, economice, sociale, culturale și obștești”[3]
- Ordinul „23 August” clasa a III-a (12 august 1959) „pentru contribuția activă la întărirea regimului democrat-popular”[4]
- Ordinul Muncii clasa a III-a (6 mai 1961) „cu prilejul celei de-a 40-a aniversări de la înființarea Partidului Comunist din Romînia, pentru merite deosebite în opera de construire a socialismului”[5]
- Ordinul „23 August” clasa a II-a (10 august 1964) „pentru merite deosebite în opera de construire a socialismului, cu prilejul celei de a XX-a aniversări a eliberării patriei”[6]
- titlul de Erou al Muncii Socialiste și medalia de aur „Secera și ciocanul” (4 mai 1971) „cu prilejul aniversării a 50 de ani de la constituirea Partidului Comunist Român, [...] pentru contribuția deosebită adusă la întărirea forțelor armate și apărarea orînduirii sociale și de stat”[7]
- Ordinul „Apărarea Patriei” clasa I (7 mai 1981) „pentru rezultatele obținute în îndeplinirea cincinalului 1976–1980, pentru contribuția deosebită adusă la înfăptuirea politicii Partidului Comunist Român de făurire a societății socialiste multilateral dezvoltate în patria noastră, cu prilejul aniversării a 60 de ani de la făurirea Partidului Comunist Român”[8]
- Medalia „Virtutea Ostășească” clasa I (7 mai 1985) „pentru faptele de arme săvîrșite în războiul împotriva Germaniei hitleriste, cu prilejul aniversării a 40 de ani de la victoria asupra fascismului”[9]
- Medalia „Crucea comemorativă a celui de-al doilea război mondial, 1941-1945” „pentru serviciile militare aduse statului român în timpul celui de-al doilea război mondial” (25 noiembrie 1994)[10]
- Ordinul Național „Pentru Merit” în grad de cavaler „în semn de apreciere pentru vitejia și curajul de care au dat dovadă în grelele bătălii purtate pe câmpurile de luptă ale celui de-al Doilea Război Mondial, făcând cinste glorioaselor tradiții ale Armatei Române” (10 august 2004)[11]
- Diploma de excelență a revistei Gândirea Militară Românească „pentru merite excepționale în promovarea intereselor și valorilor instituției militare” (2006), înmânată de ministrul apărării naționale, Teodor Athanasiu[12]

## Articole publicate
- „În 1954 am fost martor la o explozie atomică sovietică”, în Dosarele istoriei, anul VII, nr. 10 (74)/2002, p. 35